# 前進→Tomorrow/START:DASH!!
《前進→Tomorrow/START:DASH!!》（日语：ススメ→トゥモロウ/START:DASH!!）是高坂穗乃果（CV.新田惠海）、南小鳥（CV.内田彩）、園田海未（CV.三森鈴子）的單曲，用作電視動畫《Love Live!》的插入曲。2013年2月20日由Lantis發售。

## 概要
電視動畫《Love Live!》的插入曲首作，而也是电视动画出现的第一首歌曲。該單曲碟不是以「μ's」名義，而是以名義發售。封面於2013年2月3日公開。
初回生產期間隨機附贈（共3種）中的一種，另有企劃插入曲第1作至第3作連動的各店鋪的購入特典。

## 收錄曲
全作詞：畑亞貴
1. （前進→Tomorrow/START:DASH!!） [4:36]
  - 作曲・編曲：河田貴央
  - 電視動畫第1季第1話插入曲
  - 是作為應援曲而創作的[6]。
2. START:DASH!! [4:19]
  - 作曲、編曲：佐佐木裕
  - 電視動畫第1季第3話插入曲
  - 僅2年生的版本。亦為應援曲。手機遊戲《Love Live! 學園偶像祭》和PSV遊戲《Love Live! 學園偶像天國》收錄了後來的全員版，沒有收錄該版本。
3. (Off Vocal)
4. START:DASH!! (Off Vocal)

## 專輯收錄
| 曲名         | 專輯                                       | 發售日        | 備考   |
| ------------ | ------------------------------------------ | ------------- | ------ |
|              | 《μ's Best Album Best Live! Collection Ⅱ》 | 2015年5月27日 | 精選輯 |
| START:DASH!! | 《μ's Best Album Best Live! Collection Ⅱ》 | 2015年5月27日 | 精選輯 |

## 外部連結
- Lantis上的介紹頁 （页面存档备份，存于）（日語）
- Lantis YouTube頻道的影片
  - YouTube上的
  - YouTube上的